# Hapalopsittaca pyrrhops
Hapalopsittaca pyrrhops е вид птица от семейство Папагалови (Psittacidae). Видът е световно застрашен, със статут Уязвим.

## Разпространение
Видът е разпространен в Еквадор и Перу.